# Ian Lavery
Pour les articles homonymes, voir Dodds.
Ian Lavery, né le 6 janvier 1963 à Ashington, est un homme politique britannique du parti travailliste qui est député pour Wansbeck depuis 2010.
Il est président du Parti travailliste sous Jeremy Corbyn de 2017 à 2020 et président du Syndicat national des mineurs (NUM) de 2002 à 2010.

## Jeunesse et éducation
Ian Lavery est né le 6 janvier 1963 à Newcastle upon Tyne, fils de John Robert Lavery et Patricia Lavery. Après avoir quitté East School, Lavery commence un programme de formation des jeunes avant de travailler dans l'industrie de la construction. À la suite d'une campagne de recrutement du National Coal Board, il commence à travailler à la mine de charbon Lynemouth en janvier 1980. En juillet 1980, Lavery commence un apprentissage d'ingénieur minier, transféré à Ellington Colliery en 1981 et fréquente le New College Durham, recevant un certificat national supérieur en génie minier.

## Début de carrière politique
En 1986, Lavery est élu au comité de l'Union nationale des mineurs (NUM) d'Ellington Colliery en tant que secrétaire à la rémunération. Plus tard, il est élu au Comité exécutif de Northumberland, puis au Comité exécutif de la région du Nord-Est. Il déclare qu'en raison de son activité syndicale, la direction lui a interdit de terminer son diplôme national supérieur.
Lavery est devenu plus actif dans le parti travailliste et le mouvement syndical. Il gravit les échelons pour devenir le premier président du cabinet du conseil du district de Wansbeck. À la suite de cette nomination, Lavery est nommé secrétaire général de la région de Northumberland par l'intermédiaire du NUM. En 1992, Lavery se présente au comité exécutif national du NUM. Au scrutin suivant, il est élu au premier tour après avoir obtenu plus de 50% des voix. Quand Arthur Scargill démissionne de son poste de président du NUM en août 2002, Lavery est élu sans opposition pour le remplacer.

## Carrière parlementaire

### Premier mandat (2010-2015)
En février 2010, Lavery est le candidat parlementaire potentiel du Parti travailliste pour Wansbeck,. Il est élu député le 6 mai 2010 avec une majorité de 7.031 voix.
Il est nommé Secrétaire parlementaire privé auprès de la chef adjointe travailliste de l'époque, Harriet Harman, mais démissionne en 2012 après avoir refusé la discipline de parti en déposant un amendement visant à exempter le personnel pénitentiaire et les travailleurs psychiatriques d'une augmentation de l'âge de la retraite dans le secteur public général à 68 ans. En décembre 2012, il déclare au Parlement qu'il a reçu une copie d'une lettre rédigée par un électeur qui s'était suicidé après avoir appris qu'il n'était plus éligible au soutien de l'État.

### Deuxième mandat (2015-2017)
Le 8 mai 2015, Lavery est réélu député de Wansbeck avec une majorité de 10 881 voix. Après la démission d'Ed Miliband en tant que chef du parti travailliste, Lavery est considéré comme un candidat potentiel de l'aile gauche du parti pour se présenter à la direction. Il refuse et soutient Andy Burnham lors de l'élection à la direction qui est remportée par Jeremy Corbyn. En septembre 2015, Corbyn le nomme ministre fantôme des syndicats et de la société civile.
Lorsque Corbyn est contesté par Owen Smith lors des élections à la direction du Parti travailliste de 2016, Lavery soutient Corbyn.
Lavery est nommé coordinateur des élections du Labour en février 2017. En mai, il est nommé coordonnateur de la campagne nationale, servant conjointement avec Andrew Gwynne.

### Troisième et quatrième mandats (2017-présent)
En juin 2017, Lavery est nommé président du Parti travailliste . En juillet 2017, il est critiqué pour avoir déclaré que le parti travailliste était "une église trop large". En décembre 2018, Lavery évoque au Parlement les primes d'assurance élevées de ses électeurs vivant près de la rivière Wansbeck à la suite des inondations de 2015-2016 en Grande-Bretagne et en Irlande. Le même mois, il aurait déclaré que si le parti travailliste soutenait un deuxième référendum sur l'adhésion du Royaume-Uni à l'Union européenne, le parti perdrait les prochaines élections générales.
Le 12 décembre 2019, Lavery résiste à un basculement vers les conservateurs dans le Nord-Est et est réélu député de Wansbeck avec 17.124 voix et une majorité réduite de 814 voix (2,0%) face à Jack Gebhard du Parti conservateur.

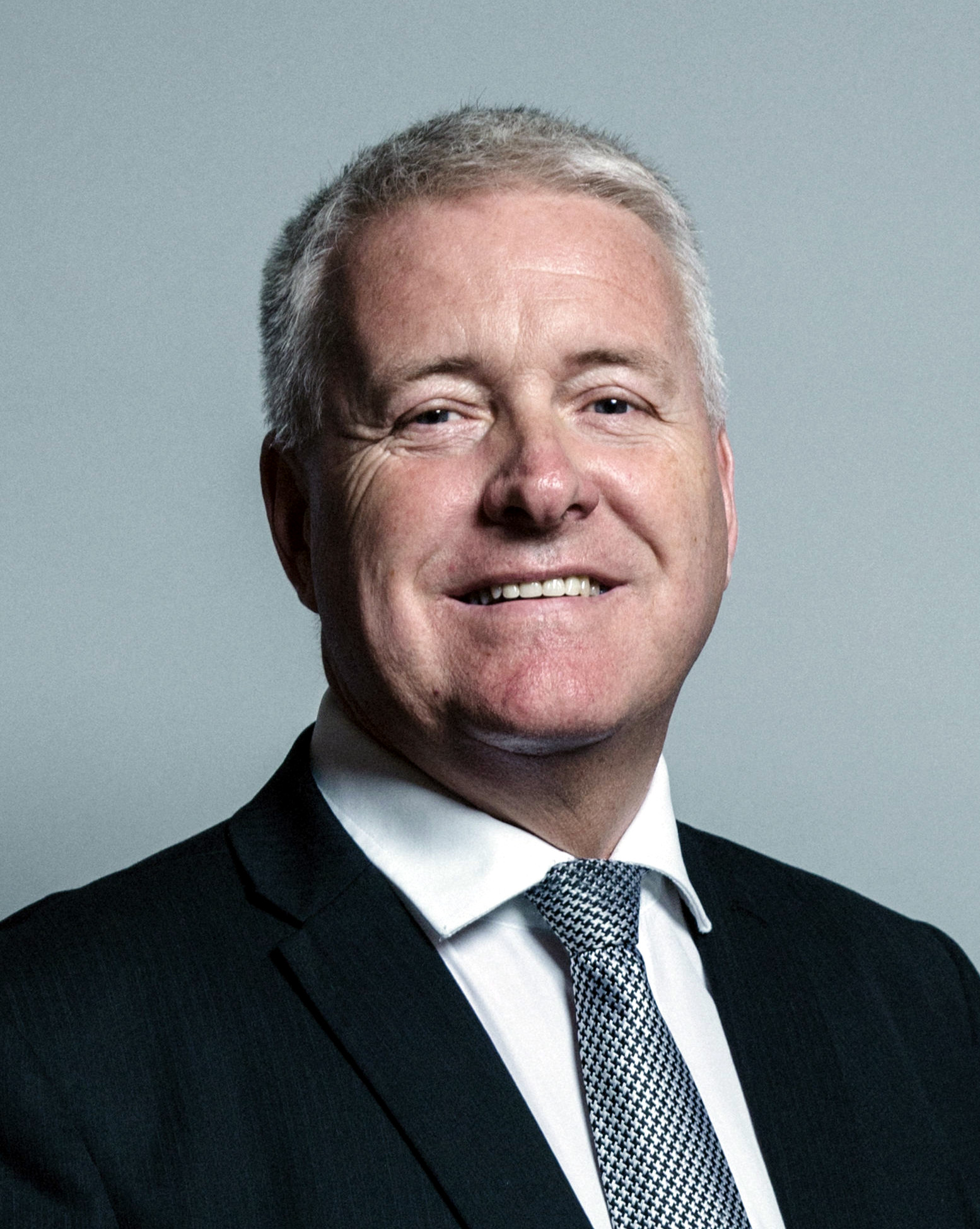
Lavery en 2017

## Vie privée
Lavery épouse Hilary Baird en 1986, âgée de 23 ans, à l'église du Saint-Sépulcre à Ashington (connue localement sous le nom d'église des mineurs). Le couple a deux fils, Ian Junior, né en 1988 et Liam, né en 1993. Liam est conseiller municipal du quartier universitaire d'Ashington et militant du Parti travailliste depuis son adolescence.
Lavery est administrateur du CISWO dans la région du Nord-Est, de la Northumberland Aged Mineworkers 'Homes Association, du Woodhorn Colliery Museum et de Buzz Learning Disability; il est parrain de Headway for South East Northumberland et du Wansbeck Disability Forum. Il est également président et administrateur de Pitman Painters, qui a acquis une renommée internationale après la sortie de la pièce de théâtre West End du même nom, et qui suit une histoire sur la formation de l'organisation basée à Northumberland .
Lavery est un "fan de longue date" du Newcastle United FC. Dans une interview en 2018, il a parlé de ses premières années à regarder le club jouer et de son boycott personnel des matchs du club depuis que Mike Ashley a acheté le club de football en 2007.